# About Last Night... (film)
About Last Night... is een Amerikaanse komische dramafilm uit 1986 van Edward Zwick met in de hoofdrollen onder meer Rob Lowe en Demi Moore. De film is gebaseerd op David Mamets toneelstuk Sexual Perversity in Chicago uit 1974.

## Verhaal
Wanneer het verhaal begint, zijn Danny (Rob Lowe) en Bernie (James Belushi) twee vrijgezelle mannen uit Chicago. Danny begint een relatie met Debbie (Demi Moore). De film beschrijft hun eerste, nogal turbulente jaar samen.

## Rolverdeling
| Acteur            | Personage     | Opmerkingen            |
| ----------------- | ------------- | ---------------------- |
| Rob Lowe          | Danny Martin  |                        |
| James Belushi     | Bernie Litgo  | goede vriend van Danny |
| Demi Moore        | Debbie        | Danny's vriendin       |
| Elizabeth Perkins | Joan          | vriendin van Debbie    |
| George DiCenzo    | Mr. Favio     |                        |
| Robin Thomas      | Steve Carlson |                        |
| Megan Mullally    | Pat           |                        |